# Ibrahim Maalouf
Ibrahim Maalouf (àrab: ابراهيم معلوف, Ibrāhīm Maʿlūf) (Beirut, 5 de novembre del 1980) és un músic (trompetista i pianista), compositor, sobretot de músiques de pel·lícules, arranjador, productor i professor d'improvisació i de trompeta i nebot de l'escriptor Amin Maalouf.

## Biografia
Ibrahim va néixer a Beirut, el 1980 en un Líban destrossat per la guerra civil.
Neix en una família d'intel·lectuals i artistes: fill del trompetista Nassim Maalouf i de la pianista Res Maalouf, nebot de l'escriptor Amin Maalouf i net de Rushdi Maalouf, periodista, poeta i musicòleg.
Ibrahim va rebre una educació musical bicultural, en gran manera marcada per l'instrument que havia inventat el seu pare Nassim Maalouf: la trompeta de quarts de to. Aquest extraordinari instrument li permet tocar els tons específics de la música oriental. Ibrahim ha heretat una de les perles de la historia de la música contemporània. La invenció d'un nou instrument acústic, un fenomen excepcionalment estrany avui en dia. De fet, Ibrahim Maalouf és l'únic trompetista al món que interpreta música àrab amb aquest tipus de trompeta.
A més d'ensenyar-li a tocar l'art oriental de la improvisació, el seu pare li va ensenyar la forma de tocar la trompeta clàssica des de ben petit. Quan tenia nou anys va començar la seva gira per Europa i Orient Mitjà amb el seu pare, tocant tots els estils musicals: barroc, clàssic, modern i la música contemporània.
Als vint anys, Ibrahim es va graduar al Conservatori Nacional Superior de Música de París i va guanyar diversos premis de prestigi internacional al concurs de música clàssica. Més tard, es concentra en la composició i la improvisació. Mitjançant els seus encontres amb altres músics, ha absorbit una àmplia gama d'influències, des del hip hop al rock, el pop i la música electrònica, i que van des de l'Àfrica, l'Índia, la música dels Balcans i l'Amèrica del Sud.
És a partir d'aquests encontres que neixen les seves composicions i creacions tant si són els àlbums d'altres artistes com per festivals, companyies de dansa, pel·lícules o orquestres.

## La seva música
Ibrahim compon des de molt petit. Presenta les seves composicions per primera vegada tan sols el 1999. El seu primer grup, Farah, tenia un color jazz oriental bastant pronunciat, ja que l'acompanyaven un saxòfon, un ney, una flauta travessera, un piano, un contrabaix, una guitarra, un busuqui i instruments de percussió àrabs. Es va difondre un enregistrament d'aquest grup per cadenes musicals entre 2004 i 2005. El grup va fer assajos en estudis però no hi va haver cap disc.
El 2004, la seva trobada amb Lhasa de Sela li obre la porta cap al món electro. Les seves col·laboracions amb cantants de pop i de rock li donen a descobrir altres colors a banda del jazz, del clàssic i de la música àrab. A poc a poc Ibrahim canvia de rumb en les seves composicions cap a un univers més actual. El 2006, després de nombrosos intents i assaigs musicals, coneix Alejandra Norambuena Skira (Fonds d'action SACEM: mecenatge per artistes), qui li presenta el productor Jean-Louis Perrier. Aquest li ajuda a muntar un grup amb el qual actua en concert el 12 de febrer de 2006 a la sala del New Morning a París. Amb aquest concert pren possessió de l'escena francesa de jazz electro oriental rock.
En la seva música i en la seva manera de tocar la trompeta s'inspira principalment en la seva cultura d'origen àrab, però la instrumentació que l'acompanya (baix, guitarra elèctrica, bateria, instruments de percussió àrabs i vibràfon) i els músics amb qui actua, permeten donar un color més rocker, electro i jazz funk més actual a la seva música.
Els seus concerts es basen en músiques animades que donen ganes de ballar. No obstant això, sempre hi ha una part més meditativa, més mística en el concert a la qual li agrada anomenar «pregària universal».
Ibrahim s'inspira molt en la seva cultura d'origen. Aquest tema ha estat tractat en el documental Souffle! realitzat per Christophe Trahand entre 2005 i 2006, produït per Cocottes Minutes. Christophe Trahand va seguir a Ibrahim durant alguns mesos a la recerca de la seva inspiració, de la seva relació amb el seu país original i la distància que l'aparta d'això. Aquest documental molt poètic ha estat difós a TV5 Monde i està disponible en DVD a la col·lecció «Docnet films».

## Discografia
| • Diasporas (2007) |
| --- |
| (Mi'ster Ibe) Compost, realitzat i produït per Ibrahim Maalouf amb la col·laboració del François Lalonde (percussionista i codirector del darrer àlbul de la Lhasa de Sela) i de l'Alex MacMahon (electro), tots dos de Montreal. Cançons 1. Intro 2. Diaspora 3. Improvisation 4. Hashish 5. Missin' Ya (A Night in Tunisia) 6. Improvisation 7. Shadows 8. Verdict 9. Last Wishes 10. Improvisation trumpet (bonus) 11. 1925 (bonus, amb Vincent Ségal) |

| • Diachronism (2009) |
| --- |
| (Mi'ster Ibe) El 2005, abans del llançament del seu primer àlbum, Ibrahim va començar un treball que semblava obvi. Amb el seu primer àlbum, Ibrahim havia fet una proposta artística, però estava lluny d'haver acabat tot el que havia de dir. I aquest segon disc va ser la continuació lògica de la primera. Una evolució en forma de pregunta. "He d'evolucionar necessàriament en una clara orientació artística: oriental o occidental? Estic obligat pels meus orígens a refugiar-se en la facilitat dels exòtics? Ibrahim fa aquesta pregunta a un procés sorprenent. 2 CD del mateix àlbum. Un "DISORIENTAL" i l'altre "PARADOXIDENTAL", i ambdues tracten la mateixa pregunta des de dos angles molt diferents. El primer és la visió oriental de l'entrecreuament amb occident. L'altra és la visió occidental de la mestissatge amb Orient. Aquest àlbum és d'acord amb Ibrahim un treball de recerca. Lluny de ser un resultat, forma part d'un enfocament terapèutic artístic i íntim 1. Disoriental - Pouh Hia 2. Disoriental - Naga 3. Disoriental - Ya Ha La 4. Disoriental - Trumpet & Saz Improvisation 5. Disoriental - Hyu Man 6. Disoriental - Intro (Old Radio Of A Lebanese Mountain) 7. Paradoxidental - Esse Emme 8. Paradoxidental - Intro (winners of 2007-2009 tour) 9. Paradoxidental - Bizarre 10. Paradoxidental - Make Ce 11. Paradoxidental - Trumpet & Piano Improvisation 12. Paradoxidental - Souma Hia |

| • Diagnostic (2011) |
| ------------------- |
| (Mi'ster Ibe)       |

| • Wind (2012) |
| ------------- |
| (Mi'ster Ibe) |

| • Illusions (2013) |
| ------------------ |
| (Mi'ster Ibe)      |

| • Au Pays d'Alice (2014) |
| ------------------------ |
| (Mi'ster Ibe)            |

| • Red & Black Light (2015) |
| -------------------------- |
| (Mi'ster Ibe)              |

| • Kalthoum (2016) |
| ----------------- |
| (Mi'ster Ibe)     |

| • 10 ans de live! (2016) |
| ------------------------ |
| (Mi'ster Ibe)            |

| • Live Tracks 2006–2016 (2017) |
| ------------------------------ |
|                                |

| • Dalida by Ibrahim Maalouf (2017) |
| ---------------------------------- |
| (Barclay)                          |

| • Levantine Symphony No.1 (2018) |
| -------------------------------- |
| (Mi'ster Ibe)                    |